# Зилбер, Хирш
Хирш Зилбер — популярный латвийский и израильский композитор-песенник.

## Биография
Родился в Екабпилсе (Латвия) в рабочей семье Самуила и Либе Зилбер. В семь лет поступил в музыкальную школу и самодеятельный эстрадный оркестр. Свою первую песню «Малыши гулять шагают» на слова Игоря Ноздрачева написал в 12 лет. В 1972 г. поступает на учебу в техникум культуры и образования на дирижёрский факультет, одновременно занимаясь по классу тромбона. После окончания учебы был направлен на работу в Дом культуры г. Плявиняса (прежнее название Штокмансгоф). Работу в Доме культуры сочетал с исполнительской деятельностью - в качестве пианиста работал в ресторанах города, играл в музыкальных коллективах от концертных бюро Риги и Юрмалы. В эти годы Зилбер активно занимается композиторской деятельностью -пишет песни на слова латышских поэтов для музыкальных коллективов республики.
Из Плявиняса Зилбер переезжает в Ригу, где сконцентрирована музыкальная жизнь республики. В 1981 г. он работает в столичном музыкально-эстрадном объединении. В 1985 году Зилбер написал свой первый хит «Леонора» на слова Александра Гаргажина (русский текст Ильи Резника). Путевку в жизнь этой песне дал главный редактор музыкальных передач Латвии маэстро Раймонд Паулс. Многие годы Хирш Зилбер был аккомпаниатором у одной из самых популярных певиц Латвии Норы Бумбиере –первой исполнительницы песни Паулса «Листья желтые».В 1987г. на Всесоюзном телевизионном конкурсе "Золотой камертон" Латвия была представлена песней Хирша Зилбера "Леонора" (Председатель  жюри Давид Тухманов) и завоевала третье место (Бронзовый  камертон). С 2001г. проживает в Израиле. Принимает активное участие в музыкальной жизни Израиля, Латвии и Польши. В декабре 2014г. принял участие в международном конкурсе композиторов  в Польше "Сеньор-2014"  и завоевал первое место.
Постоянный член жюри Международного музыкального фестиваля имени Анны Герман.
Семья - жена Светлана, оперная  певица.